# 小行星16578
小行星16578（16578 Essjayess）是一颗绕太阳运转的小行星，为主小行星带小行星。该小行星于1992年3月发现。
小行星16578以發現者鄧肯·史蒂爾的母親雪莉·茱恩·史蒂爾（Shirley June Steel）命名。

## 轨道参数
小行星16578的轨道半长轴为338 760 015 km（2.2644386 UA），离心率为0.114。